# Pyrrhargiolestes sidonia
Pyrrhargiolestes sidonia – gatunek ważki z rodziny Argiolestidae.
Owad ten jest endemitem Nowej Gwinei występującym jedynie we wschodniej, należącej do Papui-Nowej Gwinei części wyspy.